# Кардиналы-выборщики на Конклаве 1830—1831 годов
| Страна                                                         | Количество выборщиков |
| -------------------------------------------------------------- | --------------------- |
| Итальянские государства                                        | 41                    |
| Франция                                                        | 5                     |
| Австрийская империя и Испания                                  | 3                     |
| Португалия и Соединённое королевство Великобритании и Ирландии | 1                     |

Следующие кардиналы-выборщики участвовали в Папском Конклаве 1830—1831 годов. Список кардиналов-выборщиков приводятся по географическим регионам и в алфавитном порядке.
На момент начала Sede Vacante было пятьдесят пять кардиналов, но кардинал Пьетро Гравина, архиепископ Палермо, королевство Обеих Сицилий, умер за восемь дней до начала Конклава. Сорок пять из оставшихся пятидесяти четырёх кардиналов участвовали в Конклаве. Испанский кардинал Хуан Франсиско Марко-и-Каталан представил право вето короля Испании Фердинанда VII против избрания кардинала Джакомо Джустиниани, архиепископа-епископа Имолы. Французский кардинал Жоакен-Жан-Ксавье д’Изоар получил указание короля Франции Луи-Филиппа представить вето против избрания кардинала Винченцо Макки, если это будет необходимо, но по-видимому, этого не произошло. Кардинал Мауро Каппеллари, камальдул, был избран на утреннем голосовании, восемьдесят третьей баллотировке, на пятидесятый день Конклава. Он принял имя Григория XVI, и наследовал Пию VIII, который умер 30 ноября 1830 года.
В Священной Коллегии кардиналов присутствовали следующие кардиналы-выборщики, назначенные:
- 25 — папой Пием VII;
- 24 — папой Львом XII;
- 5 — папой Пием VIII.

## Римская Курия
1. Джузеппе Альбани, государственный секретарь Святого Престола, префект Священной Конгрегации чрезвычайных церковных дел, секретарь апостольских бреве, библиотекарь Святой Римской Церкви, кардинал-протодьякон;
2. Томмазо Ареццо, кардинал-епископ Сабины, апостольский легат в Ферраре, вице-канцлер Святой Римской Церкви;
3. Бенедетто Барберини, кардинал-священник с титулярной церковью Санта-Мария-сопра-Минерва;
4. Томмазо Бернетти, апостольский легат в Болоньи;
5. Пьерфранческо Галеффи, кардинал-епископ Порто и Санта Руфина, камерленго, вице-декан Коллегии кардиналов, архипресвитер патриаршей Ватиканской базилики, префект Священной Конгрегации фабрики Святого Петра;
6. Чезаре Гуэррьери Гонзага, секретарь меморандумов;
7. Эрколе Дандини, префект Священной Конгрегации хорошего управления;
8. Эммануэле де Грегорио, кардинал-епископ Фраскати, великий пенитенциарий, префект Священной Конгрегации Собора;
9. Доменико Де Симоне, апостольский легат в Ферраре;
10. Джачинто Плачидо Дзурла, O.S.B.Cam, генеральный викарий Рима, архипресвитер патриаршей Либерийской базилики;
11. Джорджо Дориа Памфили, префект Священной Конгрегации обрядов;
12. Мауро Каппеллари, O.S.B.Cam., префект Священной Конгрегации Пропаганды Веры (был избран папой римским и выбрал имя Григорий XVI);
13. Пьетро Капрано, префект Священной Конгрегации Индекса;
14. Джованни Качча Пьятти, префект Верховного Трибунала Апостольской Сигнатуры милости (не участвовал в Конклаве);
15. Белизарио Кристальди, камерленго Священной Коллегии кардиналов;
16. Винченцо Макки, апостольский легат в Равенне;
17. Хуан Франсиско Марко-и-Каталан, кардинал-дьякон с титулярной диаконией Сант-Агата-деи-Готи;
18. Раффаэле Мацио, кардинал-священник с титулярной церковью Санта-Мария-ин-Трастевере;
19. Людовико Микара, O.F.M.Cap., кардинал-священник с титулярной церковью Санти-Куаттро-Коронати;
20. Иньяцио Назалли-Ратти, кардинал-священник с титулярной церковью Сант-Аньезе-фуори-ле-Мура;
21. Бенедетто Наро, префект Священной Конгрегации дисциплины монашествующих, архипресвитер патриаршей Латеранской базилики;
22. Карло Одескальки, префект Священной Конгрегации по делам епископов и монашествующих;
23. Бартоломео Пакка старший, кардинал-епископ Остии и Веллетри, декан Коллегии кардиналов, апостольский про-датарий, секретарь Верховной Священной Конгрегации Римской и Вселенской Инквизиции;
24. Антонио Паллотта, кардинал-священник с титулярной церковью Сан-Сильвестро-ин-Капите;
25. Карло Педичини, кардинал-епископ Палестрины, префект Священной Конгрегации церковного иммунитета и юрисдикционных споров;
26. Томмазо Риарио Сфорца, бывший префект экономии Священной Конгрегации Пропаганды Веры;
27. Агостино Риварола, префект Священной Конгрегации вод и дорог;
28. Томас Уэлд, кардинал-священник с титулярной церковью Сан-Марчелло;
29. Джованни Франческо Фальцакаппа, кардинал-епископ Альбано, префект Верховного Трибунала Апостольской Сигнатуры справедливости;
30. Тересио Ферреро делла Мармора, бывший епископ Салуццо (не участвовал в Конклаве);
31. Джакомо Филиппо Франсони, префект экономии Священной Конгрегации Пропаганды Веры;
32. Антонио Мария Фрозини, префект Священной Конгрегации индульгенций и священных реликвий.

## Европа

### Итальянские государства
1. Чезаре Бранкадоро, архиепископ Фермо (не участвовал в Конклаве);
2. Джованни Антонио Бенвенути, епископ Озимо и Чинголи;
3. Джованни Баттиста Бусси, архиепископ Беневенто;
4. Антонио Доменико Гамберини, епископ Орвьето;
5. Бонавентура Гаццола, O.F.M.Ref., епископ Монтефьясконе и Корнето (не участвовал в Конклаве);
6. Джакомо Джустиниани, архиепископ-епископ Имолы;
7. Джузеппе Мороццо делла Рокка, архиепископ-епископ Новары;
8. Чезаре Нембрини Пирони Гонзага, епископ Анконы и Уманы;
9. Карло Оппиццони, архиепископ Болоньи;
10. Луиджи Руффо Шилла, архиепископ Неаполя, кардинал-протопресвитер;
11. Фабрицио Шеберрас Тестаферрата, епископ Сенигаллии.

### Франция
1. Жоакен-Жан-Ксавье д’Изоар, архиепископ Оша;
2. Гюстав-Максимильен-Жюст де Крой, архиепископ Руана
3. Жан-Батист-Мари-Анн-Антуан де Латиль, архиепископ Реймса (не участвовал в Конклаве);
4. Луи-Франсуа-Огюст де Роган-Шабо, архиепископ Безансона;
5. Жозеф Феш, архиепископ Лиона.

### Австрийская империя
1. Карл Каэтан фон Гайсрук, архиепископ Милана;
2. Рудольф Иоганн Иосиф Райнер фон Габсбург-Лотарингский, эрцгерцог Австрийский, королевский принц Венгрии и Богемии, архиепископ Оломоуца (не участвовал в Конклаве);
3. Шандор Руднаи, архиепископ Эстергома (не участвовал в Конклаве).

### Испания
1. Педро де Ингуансо-и-Риверо, архиепископ Толедо;
2. Франсиско Хавьер де Сьенфуэгос-и-Ховельянос, архиепископ Севильи (не участвовал в Конклаве).

### Португалия
1. Патрисиу да Силва, O.E.S.A., патриарх Лиссабона (не участвовал в Конклаве).